# Альгірдас Саударгас
Альґірдас Саударґас (лит. Algirdas Saudargas; нар. 17 квітня 1948, Каунас) — литовський дипломат, політик, міністр закордонних справ у 1990–1992 і 1996–2000, член Європейського парламенту. Батько політика Паулюса Саударґаса.

## Життєпис
У 1972 закінчив факультет біофізики Каунаського медичного інституту, після чого працював в академічних центрах наукових досліджень: Інституту математики і кібернетики Академії наук Литви (1972–1977), викладач математики в Університеті сільського господарства (1977–1982), дослідник Інституту хімічних сполук у Каунасі (1982–1986), науковий співробітник Центральної науково-дослідної лабораторії та Лабораторії нейрохірургії Каунаського медичного інституту (1986–1990).

### Політична діяльність
З 1988 — у Саюдісі. У 1989 він був одним із засновників литовської Християнсько-демократичної партії, у 1995–1999 очолював її.
У 2001 після об'єднання Союзу християнських демократів був віце-головою Християнських демократів Литви.
У 1990 обраний депутатом Верховної Ради Литовської РСР, пізніше перетвореної в парламент незалежної Литви. Він був одним з підписантів Декларації Незалежності Литовської Республіки 11 березня 1990. У першому уряді незалежної Литви на чолі з Казимиром Прунскене, утвореному 17 березня 1990, він був міністром закордонних справ.
У 1992, 1996 і 2000 обраний до Сейму як кандидат від литовської Християнсько-демократичної партії.
У 1996–2000 знову працював міністром закордонних справ.
У 2004–2008 він був послом Литовської Республіки при Святому Престолі.
У 2009 отримав мандат депутата Європарламенту, у 2014 році успішно переобрався.

## Нагороди
Кавалер ордена князя Ярослава Мудрого II ступеня (1998) — за вагомий особистий внесок у розвиток українсько-литовського співробітництва.